# 刘璐 (羽毛球运动员)
刘璐（1977年3月19日—），湖北宜昌人，中国前女子羽毛球运动员。她曾获得1997年亚洲羽毛球锦标赛混合双打冠军。她也曾搭档钱虹获得1997年世界羽毛球锦标赛女子双打季军。